# Propiska
Propiska (em russo, пропи́ска; a expressão inteira é прописка по месту жительства ou "registro de local de residência") era um controle de deslocamento dos cidadãos na União Soviética, idealizado para regular o movimento populacional por meio da fixação de pessoas em seus locais de residência permanente.
O substantivo deriva do verbo russo "propisat" ("inscrever"), que originalmente significava inscrever um passaporte em um livro de registros do respectivo escritório local. Um decreto do início dos anos 1930 sobre a propiska exigiu o registro de documentos, não de pessoas. Mais tarde, o termo "propiska" tornou-se oficial. Formalmente, nenhuma das três constituições soviéticas proibiu cidadãos de ir e vir dentro do país. Entretanto, portarias internas da milítsia sobre propiska eram praticamente considerados como legislação máxima. A propiska devia ser registrada tanto no passaporte de trânsito interno dos cidadãos soviéticos quanto no escritório administrativo local. Nas cidades, havia um "Departamento Distrital de Assuntos Internos" (abreviados como РОВД), subordinado ao Ministério do Interior (MVD). Já em áreas rurais, o órgão de controle se chamava selsovet, ou "soviete rural", uma administração de um território rural. A propiska servia tanto como licença de residência e registro residencial de uma pessoa.
O sistema da propiska era semelhante ao sistema de passaportes internos do czarismo, visto como um meio tirânico de controlar o movimento populacional no Império Russo. Os bolcheviques aboliram o sistema de passaporte interno em 1917, mas Stalin restaurou-o em dezembro de 1932.
Sob o regime soviético, era necessária uma propiska válida para se candidatar a vagas de emprego, casar-se, receber atendimento médico e diversas outras situações. Ao mesmo tempo, era quase impossível obter uma propiska local em uma cidade grande sem ter emprego, constituindo um tipo de armadilha tautológica.
A cada cinco anos era feita uma renovação do registro, em cuja ocasião o MVD conferia o currículo de atividades da pessoa desde a renovação anterior. Os que participavam de atividades anti-soviéticas corriam o risco de perder suas propiskas.
Em certo período da história soviética, os passaportes de moradores de áreas rurais eram retidos nos selsoviets locais (oficialmente, "por razões de segurança"), o que os impedia de migrar sem autorização prévia.
As permissões de residência eram extremamente difíceis de conseguir para emigrantes em cidades grandes, especialmente Moscou, e eram objeto de prestígio. Determinados "grupos de risco", como dissidentes, ciganos e ex-internos de Gulags eram frequentemente impedidos de obter licenças em Moscou e em outras grandes cidades soviéticas.
Entretanto, diversas pessoas utilizavam subterfúgios para obter permissões de residência em Moscou, como falsos casamentos e suborno. Outra maneira de obter a licença em Moscou era tornar-se limitchik, ou seja, entrar em Moscou para concorrer a determinadas vagas não-qualificadas de emprego estratégicas, como em usinas ou construção civil, de acordo com determinada cota de mão-de-obra ("limit").

## Propiska após 1991
Após o ocaso da União soviética, o sistema de propiska foi oficialmente abolido. Entretanto, algumas das antigas repúblicas soviéticas, como a Bielorrússia, a Quirguízia e a Rússia decidiram manter seus sistemas de propiska ou pelo menos uma versão deles em menor escala. A maioria, por outro lado, acabou com licenças de residência mas ainda requer registro do local de residência.
Na Geórgia e na Moldávia, o registro de residência e o uso de passaportes internos foram completamente extintos. Já a Rússia substituiu a propiska com o "registro" usado primariamente por razões de aplicação da lei e administração econômica, como contabilidade de benefícios sociais, pagamentos de habitação e serviços públicos, impostos, alistamento militar, etc. Na Ucrânia, um tribunal constitucional determinou que a propiska era inconstitucional em 2001 (14 de novembro), mas o governo planeja um novo tipo de mecanismo de registro "informacional". Além disso, o acesso à previdência social e programas de habitação, saúde, pensões e educação ainda era baseado na propiska.
Até hoje, o processo para obter os registros normalmente não é tão simples quanto apenas notificar as autoridades do local de residência. Há ainda muita corrupção e abuso de autoridade em relação à concessão de propiskas. Por exemplo, sabe-se que em Moscou as autoridades exigem o pagamento de "multas" de qualquer um que não tenha passaporte com registro moscovita, particularmente os que não parecem eslavos. Há notícias de que muitos povos preferem evitar um procedimento demorado de requerer um registro provisório quando visitam Moscou e arriscam pagar propina, que em meados de 2005 era de 500 rublos (aproximadamente 15 dólares).
No resto do país, os moradores de Moscou são frequentemente ridicularizados por terem sempre que portar seus passaportes consigo, para evitar tais "multas". Certa vez, autoridades moscovitas tentaram exigir uma taxa exorbitante (cerca de US$ 5.000) para o registro. Uma decisão judicial acabou derrubando o valor.